# Stauferstadt

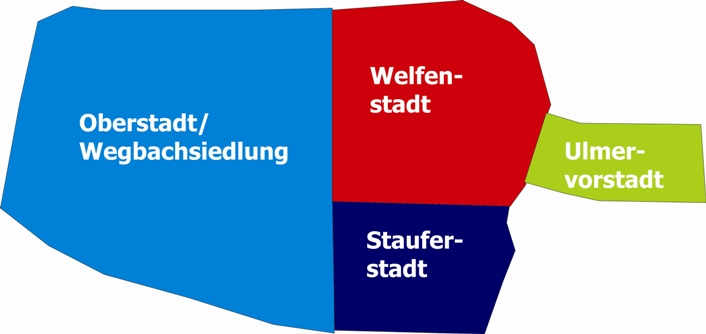
Die Altmemminger Stadtteile

Die Stauferstadt ist Teil der Altstadt der oberschwäbischen Stadt Memmingen. Sie wird auch als Kalcher Vorstadt oder Kalchvorstadt bezeichnet und ist Teil des unter Denkmalschutz stehenden Ensembles Altstadt Memmingen.

## Geschichte
Die ersten Befestigungsanlagen in Memmingen lassen sich bereits für die Zeit vor 1000 nachweisen. Steinerne Mauern um die Welfenstadt sind aus den Jahren um 1170 gesichert. Mit dem Aussterben der Welfen mit Welf VI. ging die alte Welfenstadt an die Staufer über. Bereits Anfang des 13. Jahrhunderts wurde die alte Welfenstadt zu klein. Sie wurde daher um den ungefähr gleichen Umfang nach Osten hin erweitert. Dieser von den Staufern planmäßig angelegte Stadtteil legt sich um die geradlinige Achse der damaligen Salzstraße in Richtung Augsburg. Funktional ist der breite Marktstraßenzug mit den rechtwinklig abzweigenden Seitenstraßen und gleich großen Grundstücken als Kaufmannsstadt ausgewiesen; sie diente vor allem dem Salzhandel und den dafür notwendigen Abstellplätzen.  

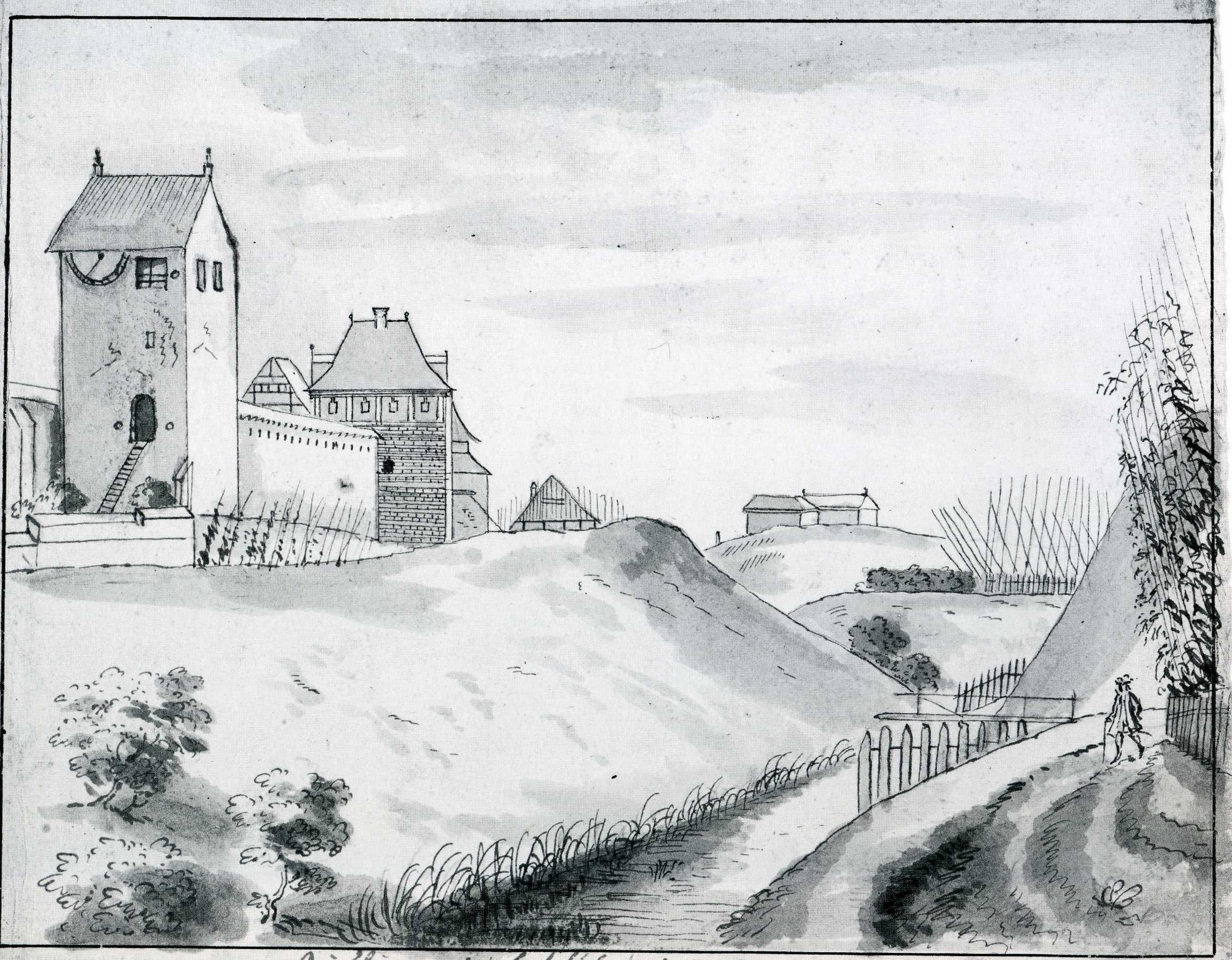
Das Kalchtor mit Turm um 1735

Die Stauferstadt wurde bis 1268 mit in die Stadtbefestigung einbezogen. Es entstand der Hafendeckelturm, der Hexenturm erhielt seine heutige Größe und ein Turm wurde an der heutigen Kreuzung Bahnhofs-/Maximilianstraße, einer in der Höhe der heutigen Rosengasse errichtet. Den Abschluss der Stauferstadt bildete das Kalchtor (auch Augsburger Tor genannt).  
Im Mittelpunkt dieses Stadtteils steht der zwischen 1470 und 1474 erbaute Große Salzstadel. Beim großen Bombenangriff 1944 wurden Teile des Großen Salzstadels zerstört und 1945 wieder rekonstruiert aufgebaut. Im Stadtteil befindet sich auch das Kreuzherrenkloster. Im Mittelalter waren dort die Glockengießerei, vermutlich die Vöhlinsche Handelsniederlassung und verschiedene Stadtbauernhöfe angesiedelt, von denen der Schimmelbauer im Zweiten Weltkrieg zerstört und danach originalgetreu wieder aufgebaut wurde. Auch das nobelste Gasthaus der Reichsstadtzeit, die Die Krone, das heutige Gasthaus zum Schwanen, befindet sich in der Stauferstadt. 
Bereits 1862 wurde das Kalchtor mit fast der gesamten Ostbefestigung aufgrund des Bahnbaues abgebrochen. Bis heute sind aber noch Teile der Stadtbefestigung erhalten.  